# Marquis Teague
Marquis Devante Teague (Indianapolis, 28 febbraio 1993) è un cestista statunitense.
È il fratello della stella NBA Jeff Teague.

## Carriera
Ha vinto il Torneo di pallacanestro maschile NCAA Division I 2012 con i Kentucky Wildcats.
È stato selezionato dai Chicago Bulls al primo giro del Draft NBA 2012 (29ª scelta assoluta).

## Statistiche

### College
| Anno       | Squadra           | PG | PT | MP   | TC%  | 3P%  | TL%  | RP  | AP  | PRP | SP  | PP   |
| ---------- | ----------------- | -- | -- | ---- | ---- | ---- | ---- | --- | --- | --- | --- | ---- |
| 2011-2012† | Kentucky Wildcats | 40 | 40 | 32,6 | 41,2 | 32,5 | 71,4 | 2,5 | 4,8 | 0,9 | 0,3 | 10,0 |
| Carriera   | Carriera          | 40 | 40 | 32,6 | 41,2 | 32,5 | 71,4 | 2,5 | 4,8 | 0,9 | 0,3 | 10,0 |

### NBA

#### Regular season
| Anno      | Squadra           | PG | PT | MP   | TC%  | 3P%  | TL%  | RP  | AP  | PRP | SP  | PP  |
| --------- | ----------------- | -- | -- | ---- | ---- | ---- | ---- | --- | --- | --- | --- | --- |
| 2012-2013 | Chicago Bulls     | 48 | 0  | 8,2  | 38,1 | 0,0  | 56,3 | 0,9 | 1,3 | 0,2 | 0,1 | 2,1 |
| 2013-2014 | Chicago Bulls     | 19 | 2  | 12,7 | 24,2 | 20,0 | 68,8 | 1,0 | 1,5 | 0,1 | 0,2 | 2,4 |
| 2013-2014 | Brooklyn Nets     | 21 | 1  | 9,6  | 41,5 | 37,5 | 78,9 | 1,0 | 1,4 | 0,4 | 0,0 | 3,0 |
| 2017-2018 | Memphis Grizzlies | 3  | 0  | 24,7 | 25,0 | 25,0 | 40,0 | 2,0 | 4,3 | 1,3 | 0,0 | 3,7 |
| Carriera  | Carriera          | 91 | 3  | 10   | 34,3 | 22,2 | 66,1 | 1,0 | 1,5 | 0,3 | 0,1 | 2,4 |

## Palmarès
- McDonald's All-American Game (2011)
- Torneo NCAA: 2012